# Artjom Witaljewitsch Ternawski
Artjom Witaljewitsch Ternawski (russisch Артём Витальевич Тернавский; * 2. Juni 1983 in Magnitogorsk, Russische SFSR) ist ein ehemaliger russischer Eishockeyspieler.

## Karriere
Artjom Ternawski begann seine Karriere als Eishockeyspieler in der Nachwuchsabteilung des HK ZSKA Moskau. Von dort wechselte er zur Saison 2000/01 zu den Castors de Sherbrooke, die ihn beim CHL Import Draft 2000 in der zweiten Runde als insgesamt 61. Akteur gezogen hatten, aus der kanadischen Juniorenliga QMJHL. Anschließend wurde der Verteidiger im NHL Entry Draft 2001 in der fünften Runde als insgesamt 160. Spieler von den Washington Capitals ausgewählt, für die er allerdings nie spielte. Stattdessen kehrte er in seine russische Heimat zurück und verbrachte die Saison 2001/02 in der Profimannschaft von Mostowik Kurgan, für die er in der Wysschaja Liga, der zweiten russischen Spielklasse, auflief. In den folgenden beiden Jahren konnte sich der U18-Junioren-Weltmeister aus dem Jahr 2001 in der Superliga durchsetzen und spielte in dieser für den HK Sibir Nowosibirsk, den HK Metallurg Magnitogorsk und Salawat Julajew Ufa.
Die Saison 2004/05 begann Ternawski bei Torpedo Nischni Nowgorod in der Wysschaja Liga und beendete sie bei dessen Ligarivalen Motor Barnaul. In der folgenden Spielzeit stand er für Kasachmys Karaganda parallel in der Wysschaja Liga sowie der kasachischen Eishockeymeisterschaft auf dem Eis. Die Saison 2006/07 verbrachte der Russe fast ausschließlich bei Gasowik Tjumen in der Wysschaja Liga, beendete sie jedoch in Kasachstan bei Kaszink-Torpedo Ust-Kamenogorsk. Für die Kasachen erzielte er in 14 Spielen drei Tore und gab weitere zwei Vorlagen. Anschließend kehrte der Linksschütze nach Russland zurück und erhielt für die Saison 2007/08 einen Vertrag bei Metallurg Nowokusnezk aus der Superliga. Für Nowokusnezk erzielte er in 56 Spielen sechs Tore und bereitete sieben vor.
Für die Saison 2008/09 wurde Ternawski vom HK ZSKA Moskau aus der neu gegründeten Kontinentalen Hockey-Liga verpflichtet, in dessen Nachwuchsabteilung er seine Karriere begonnen hatte. Für den ZSKA erzielte er in insgesamt 61 Spielen vier Tore und drei Vorlagen. Zur folgenden Spielzeit kehrte er zu Metallurg Nowokusnezk zurück. Seinen Ex-Klub verließ er bereits nach nur 14 Spielen und wechselte innerhalb der KHL zum belarussischen Verein HK Dinamo Minsk. Dort konnte er sich ebenfalls nicht langfristig durchsetzen und absolvierte zwischen Dezember 2009 und Januar 2010 nur zwei KHL-Spiele für Dinamo. Im späteren Saisonverlauf wechselte der ehemalige Junioren-Nationalspieler zu Witjas Tschechow. Für Witjas absolvierte er bis 2011 52 KHL-Partien, ehe er im Juni 2011 vom HK Jugra Chanty-Mansijsk verpflichtet wurde. Dort konnte er sich allerdings nicht durchsetzen und bestritt nur ein Spiel, ehe er im Oktober 2011 innerhalb der KHL zu Atlant Mytischtschi wechselte.
Im November 2012 wurde Ternawski von den Hannover Scorpions verpflichtet.

### International
Für Russland nahm Ternawski an der U18-Junioren-Weltmeisterschaft 2001 teil, bei der er mit seiner Mannschaft Weltmeister wurde. Zu diesem Erfolg trug er mit einer Torvorlage in sechs Spielen bei.

## Erfolge und Auszeichnungen
- 2000 Goldmedaille bei der World U-17 Hockey Challenge
- 2001 Goldmedaille bei der U18-Junioren-Weltmeisterschaft